# Tarachidia carmelita
Tarachidia carmelita là một loài bướm đêm trong họ Noctuidae.